# Colletti bianchi (serie televisiva)
Colletti bianchi è una serie televisiva italiana prodotta e trasmessa da Fininvest nel 1988.

## Trama
La serie si sviluppa tra le vicende di un gruppo di impiegati di una società immersa nella "Milano da bere" degli anni ottanta, fra varie problematiche sociali, familiari, sentimentali e politiche.

## Distribuzione
Nel suo formato originario, la serie è suddivisa in dodici episodi. È diretta da Bruno Cortini e andata in onda in prima visione sull'emittente televisiva Italia 1 a partire dal 1º dicembre 1988 in prima serata (i primi 4 episodi) e poi ripresa in seconda serata a partire dal 29 ottobre 1989, che tra l'altro fu anche il giorno del decesso del regista.

## Episodi
| Nº | Titolo                   | Prima TV Italia  |
| -- | ------------------------ | ---------------- |
| 1  | Cominciare dal basso     | 1º dicembre 1988 |
| 2  | Vivere con un separato   | 8 dicembre 1988  |
| 3  | Terremoto                | 15 dicembre 1988 |
| 4  | A qualcuno piace freddo  | 22 dicembre 1988 |
| 5  | Disposto a tutte         | 29 ottobre 1989  |
| 6  | Fusioni                  | 5 novembre 1989  |
| 7  | Il nemico americano      | 12 novembre 1989 |
| 8  | La casa a tre            | 19 novembre 1989 |
| 9  | Il giorno del giudizio   | 26 novembre 1989 |
| 10 | Missione carezza         | 3 dicembre 1989  |
| 11 | Prima di tutto la salute | 10 dicembre 1989 |
| 12 | Scene da un patrimonio   | 17 dicembre 1989 |

### Cominciare dal basso
Guido Guastoni è un giovane rappresentante che risiede a Nebbiasco, un paesino immaginario della pianura padana. Il suo più grande desiderio è cambiare vita andando a Milano, dove aspira ad essere assunto come assicuratore alla Gedifin per potersi rendere finalmente indipendente dalla famiglia ed allontanarsi da Silvia, la sua amante, una ricca signora non più giovane, dall'aria materna e protettiva. Guido finalmente raggiunge il suo scopo, ma l'impatto con la nuova realtà non è dei migliori: il capo dell'ufficio personale, Severino Ghigno, gli fa subito capire che quello non è un posto per gente che non ha voglia di lavorare. Fa poi conoscenza con i suoi nuovi colleghi Giuseppe, Ugo e Michele; infine, avviene il primo scontro con il suo superiore, Carlo Sgarbi, un giovane manager rampante perennemente stressato e criticato dagli impiegati della Gedifin.

### Vivere con un separato
Guido va ad abitare a casa di Ugo e presto si trova a dividere con lui anche la sua vita ed i suoi problemi di uomo appena divorziato. Mentre Ugo cerca un impossibile riaggancio con la sua ex moglie, Guido deve fare da baby sitter al suo terribile figlio, patito di videogames, con il quale si trova coinvolto in una pericolosa, ma avvincente avventura. Ugo, nel frattempo, cerca sollievo in una nuovissima cura antistress propostagli da Sgarbi, che lo ha appreso da sua moglie, la giapponese Mioko: questa consiste nell'immergersi in una speciale vasca, a forma di sarcofago, riempita con del liquido rilassante. Tuttavia, questa terapia esotica si dimostra essere più efficace del previsto: Ugo, infatti, inizia a reagire al suo tragico problema scoprendo di avere un debole per la collega Anna.

### Terremoto
Arriva da Roma il padre di Giuseppe, il signor Amilcare, il quale sconvolge sia i modi di fare del figlio che la monotonia e la quotidianità degli impiegati della Gedifin. In tutto ciò, un improvviso terremoto fa tremare il grattacielo in cui ha sede la società e il presidente, il capo dell'ufficio personale e Marilu' rimangono imprigionati nell'ascensore. Guido, facendosi forte della sua esperienza in tema di ascensori (suo padre li costruisce), interviene e riesce a liberare i malcapitati, pensando così di essere riuscito a conquistare la stima di Marilù. Intanto la spaventatissima Anna viene confortata da Ugo e capisce di amarlo. La donna, turbata da questa inaspettata scoperta, si trova così ad un crocevia tra amore e carriera di non facile soluzione. Così decide di chiedere consiglio alla sua psicanalista Lea.

### A qualcuno piace freddo
Michele si fidanza contemporaneamente con tre ragazze, ignare l'una dell'altra: l'inglese Betty, la scrittrice Costanza e Marzia, prima attrice di una compagnia teatrale drammatica capitanata da Osvaldo, un regista-attore assai velleitario. Guido, dapprima coinvolto nella vita sentimentale di Michele e poi, a causa della storia d'amore con Anna, mandato via di casa da Ugo, inizia una storia d'amore con Marilù; lei, però, esige che il loro rapporto rimanga segreto per evitare eventuali problemi sul lavoro. In effetti, Sgarbi, all'insaputa di tutti, ha incaricato Peppino, il suo autista, di spiare tutti gli impiegati dell'ufficio per scoprire l'esistenza di qualsiasi cosa - in particolar modo nella loro vita privata - che possa comprometterne la carriera.

### Disposto a tutte
Guido si trasferisce a casa di Michele, il quale ha sempre più difficoltà a nascondere le sue donne l'una all'altra; Guido, dal canto suo, non lo aiuta, poiché le invita a cena da loro tutte e tre insieme. Per evitare di doverle affrontare e rivelare loro la verità, Michele si barrica in azienda anche di notte. Per stanarlo, Guido organizza un festino notturno nei locali della Gedifin, in cui sorprendono l'anziano impiegato Renato Cozzi mentre tenta di sabotare l'insegna luminosa dell'azienda. Mentre tutti cercano di calmare quest'ultimo, Michele ne approfitta per sedurre Pupella, una donna delle pulizie.

### Fusioni
Tra i lavoratori della Gedifin si diffonde la voce di un possibile fallimento dell'azienda che suscita il generalizzato timore di rimanere senza un posto di lavoro; inoltre, quasi tutti gli impiegati hanno investito i loro risparmi in azioni della stessa Gedifin e vedono quindi profilarsi all'orizzonte l'incubo di rimanere senza una lira in tasca. In tutto ciò, Ugo è l'unico a rimanere tranquillo, essendo totalmente concentrato sulle sue imminenti nozze con Anna. Al contrario, Giuseppe è preoccupatissimo, soprattutto perché, a differenza degli altri colleghi, sa che l'andamento negativo della borsa che ha provocato questa situazione non è esattamente dovuto al caso...

### Il nemico americano
Amilcare, il padre di Giuseppe, è ripartito per Roma in compagnia della sua nuova fiamma, di nome Iside. Guido decide pertanto di trasferirsi a casa di Giuseppe, che abita nello stesso residence in cui alloggia il manager americano Mister Day, giunto in Italia per contattare i dirigenti della Gedifin. Al manager è stata assegnata Marilù come hostess e questo ha fatto andare il gelosissimo Guido su tutte le furie. Nel frattempo, Michele, che ha necessità di distrarsi dalle sue inquiete vicende amorose, viene mandato in un paesino chiamato Prepuzio. Assieme a lui c'è anche Giuseppe, che proprio qui si mette in cerca di Graziella, con la quale ha avuto una relazione tempo addietro e della quale sembra non riuscire ad avere notizie. Ma può sempre consolarsi con la cugina Amelia...

### La casa a tre
Guido è intenzionato a comprare una casa, così come i novelli sposi Ugo ed Anna. Ma tutto ciò che riescono a permettersi è un economico rudere trovato grazie all'aiuto del collega Carlo Sgarbi. Ma le condizioni dell'immobile non sono il problema principale: pare infatti che l'edificio sia abitato da fantasmi, poiché in esso si sentono degli strani rumori, capitano frequentemente degli incidenti ed avvengono dei fenomeni apparentemente inspiegabili. Nonostante l'iniziale entusiasmo di Guido, man mano che gli avvenimenti si susseguono tutti cadono in preda al panico. Ma ci sono veramente i fantasmi?

### Il giorno del giudizio
Un tremendo mal di denti affligge Guido, il quale, dopo aver tentato di evitarlo in ogni modo e totalmente controvoglia, è costretto a rivolgersi ad un dentista, che però si rivela essere totalmente inetto. Superato il difficile momento, fa ritorno in ufficio, dove si sta decidendo a chi attribuire i titoli di Mister e Miss Gedifin dell'anno. Alla fine la scelta ricade sullo stesso Guido e su Rossella Piraccini, una nuova impiegata detestata in egual misura sia da Marilù che da Anna. Nel frattempo, Giuseppe e Michele entrano a far parte dell'improbabile compagnia teatrale di Osvaldo, che tenta di mettere in scena 'Hair', un musical rock impegnato in stile hippie molto in voga negli anni sessanta.

### Missione carezza
Guido e i suoi colleghi giungono in un paesino delle Dolomiti dove si imbattono in una banda di assicuratori e di carrozzieri che agiscono in frode alla legge; tra catture, fughe ed inseguimenti, essi tentano, non senza difficoltà, di assicurare i malviventi alla giustizia del Trentino, le cui montagne fanno da cornice all'intera vicenda.

### Prima di tutto la salute
Ormai si avvicina il momento in cui ciascuno potrà godersi le tanto sospirate ferie. Poiché però Marilù non potrà trascorrerle con Guido, quest'ultimo entra in crisi e decide pertanto di recarsi in una clinica per manager che si trova in Austria, inconsapevole del fatto che anche Sgarbi e Ghigno hanno avuto la stessa pensata. Di contro, c'è chi non potrà muoversi dalla città: Ugo ed Anna, infatti, dovranno utilizzare il loro periodo di ferie per acquistare i mobili con cui arredare la loro nuova casa. Nel frattempo, Giuseppe riesce a rintracciare Graziella e trascorre dei momenti felici assieme a lei, che però non vuole andare a vivere a Milano con lui. E se per qualcuno è problematico cercare una sola donna, c'è chi invece ne ha a disposizione in abbondanza, come il bel Michele: questo costituisce comunque un problema non da poco per lui, in quanto, dopo un mancato viaggio per le Isole Vergini, verrà lasciato da ciascuna di loro, circostanza che lo farà piombare nella più completa solitudine e gli farà decidere di trascorrere le vacanze in maniera più riposante: lavorando.

### Scene da un patrimonio
Ugo ed Anna, nonostante qualche iniziale difficoltà, trascorrono serenamente la loro vita insieme. Giuseppe, dimenticata Graziella, inizia a frequentare la cugina Amelia, con cui scopre di avere una notevole affinità in ambito culinario. Michele si innamora dell'americana Marina, nipote di Al Capone, proprio quando Rossella inizia a manifestare i suoi sentimenti per lui. Immersi nel contesto romantico che li circonda, anche Guido e Marilù - che si scopre essere figlia del ricco regista danese Christensen - decidono di sposarsi e le loro nozze vengono organizzate in grande stile; viene invitato, tra gli altri, anche il noto tenore Giuseppe Di Stefano. Un matrimonio, però, non è una passeggiata e i due futuri sposi avranno modo di accorgersene ben presto...